# 1478 en philosophie
Chronologie de la philosophie
- 1474
- 1475
- 1476
- 1477
- 1478
- 1479
- 1480
- 1481
- 1482

L’année 1478 a été marquée, en philosophie, par les événements suivants :

## Naissances
- 7 février à Londres : Thomas More, latinisé en Thomas Morus (décédé le 6 juillet 1535 à Londres), chanoine, juriste, historien, philosophe, humaniste, théologien et homme politique anglais. Grand ami d'Érasme, érudit, philanthrope, il participe pleinement au renouveau de la pensée qui caractérise cette époque, ainsi qu'à l'humanisme, dont il est le plus illustre représentant anglais.